# Droits LGBT en Gambie

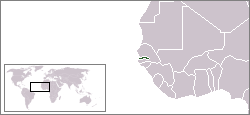
Localisation de la Gambie.

Les personnes lesbiennes, gays, bisexuelles et transgenres (LGBT) en Gambie font face à des situations juridiques différentes de celles des personnes non-LGBT. Les actes homosexuels sont illégaux en Gambie.

## Législation
En Gambie, un homosexuel est passible de quatorze ans de prison.

## Condition de vie
Le 15 mai 2008, le président Yahya Jammeh exige que tous les homosexuels quittent le pays. Il ajoute dans son discours que ceux qui protégeaient les homosexuels s'exposeront à des « conséquences terribles ». Le 17 mai 2015, il dit vouloir égorger tous les homosexuels qui souhaiteraient se marier.
En 2014, plusieurs personnes sont arrêtées lors d’une opération visant les homosexuels. Amnesty International accuse les autorités gambiennes de les torturer.